# Eduardo Cojuangco Jr.
Eduardo Murphy Cojuangco Jr., dit Danding (né le 10 juin 1935 à Paniqui et mort le 16 juin 2020 à Taguig d'une pneumonie), est un homme d'affaires et un homme politique philippin.

## Biographie
Eduardo Cojuangco Jr. est le PDG de San Miguel Corporation, une des plus grandes entreprises philippines. Il est l'ancien gouverneur de Tarlac.
Il fut également éleveur et propriétaire de chevaux de course, le plus célèbre d'entre eux étant le champion Manila, membre du Hall of Fame des courses américaines.